# Mangochi
Mangochi, auch Mangoche, ist eine Stadt in Malawi mit 53.498 Einwohnern (Volkszählung 2018) am Shire-Fluss. Sie liegt auf 480 Metern Höhe in den Hügeln zwischen dem Malawisee im Norden und dem Malombesee im Süden. Durch Mangochi führt die asphaltierte Straße nach Cuamba und Nacala in Mosambik. Mangochi ist der Verwaltungssitz des gleichnamigen Distrikts, der eine Fläche von 6273 km² und eine Bevölkerung von 610.239 hat (Stand 2003).
Mangochi gilt heute gilt als Zentrum und Ausgangspunkt des Tourismus am Malawisee, der relativ beständig Einnahmen und Arbeitsplätze in die Stadt bringt. Es gibt eine 900 Meter lange Flugpiste, Grund- und Sekundarschulen, ein Krankenhaus, einen Wochenmarkt, Hotels, Supermärkte, Geschäfte, Banken, eine „Chinese Disco“ und den Anschluss an das Stromnetz. Trotzdem gilt Mangochi als eher ruhig. Im Mangochi Forest Reserve gibt es ein „Resthouse“ und am östlichen Seeufer Ferienhütten. Weiter befinden sich im Distrikt direkt am See die Orte Monkey Bay und Cape MacLear sowie zahlreiche weitere Herbergen. Zwischen diesen Hotelanlagen für den internationalen Tourismus stehen zahllose „Hütten“ der wohlhabenden Schichten aus Blantyre und Zomba.
Mangochi hat sich dank seiner Lage an See und Straße als Handelsplatz für landwirtschaftliche Produkte des weiteren Umlandes etabliert und verfügt über Schiffsbauanlagen. Fischfang ist ein wesentlicher Wirtschaftszweig. Das Gebiet direkt um die Stadt ist flach. Es dient dem Anbau tropischer Früchte wie Avocado, Papaya, Mango, Cashewnüssen und Bananen. Dazwischen liegen Maisfelder. Dies ändert sich im Westen und im Osten in den Bergen, die sofort auf über 1000 m ansteigen. Sie sind teils unwegsam und unfruchtbar. Dort erst finden sich Entwicklungshilfeprojekte. Den Bedürfnissen von Mangochi entsprechend wird dort eher auf Gemüseanbau gesetzt.
Die Stadt Mangochi – von Briten um 1891 als Fort Johnston gegründet (nicht zu verwechseln mit dem Fort Mangochi) – beherbergt das Malawisee-Museum (englisch Lake Malawi Museum). Es widmet sich vor allem der Kultur der Yao, dem hier dominanten Stamm, der Anfang des 19. Jahrhunderts aus Mosambik zugewandert war und als Sklavenjäger im Dienste der Portugiesen tätig war, so dass Mangochi für kurze Zeit ein Gefangenensammelplatz war. Zudem enthält die Ausstellung Objekte, Fotos und Textinformationen über die Schifffahrt auf dem Malawisee.
Mangochi ist Sitz des Bistums Mangochi.

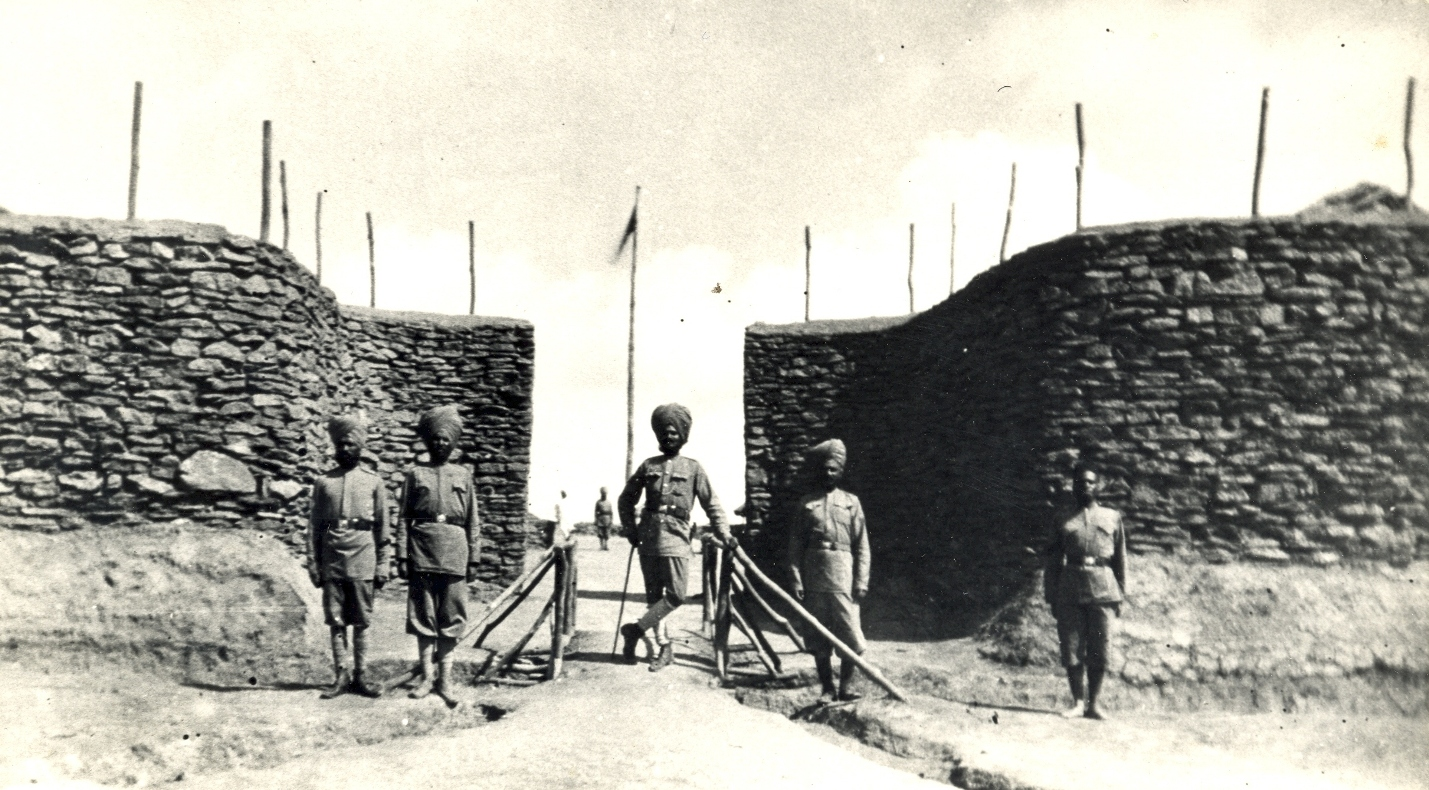
Fort Johnston
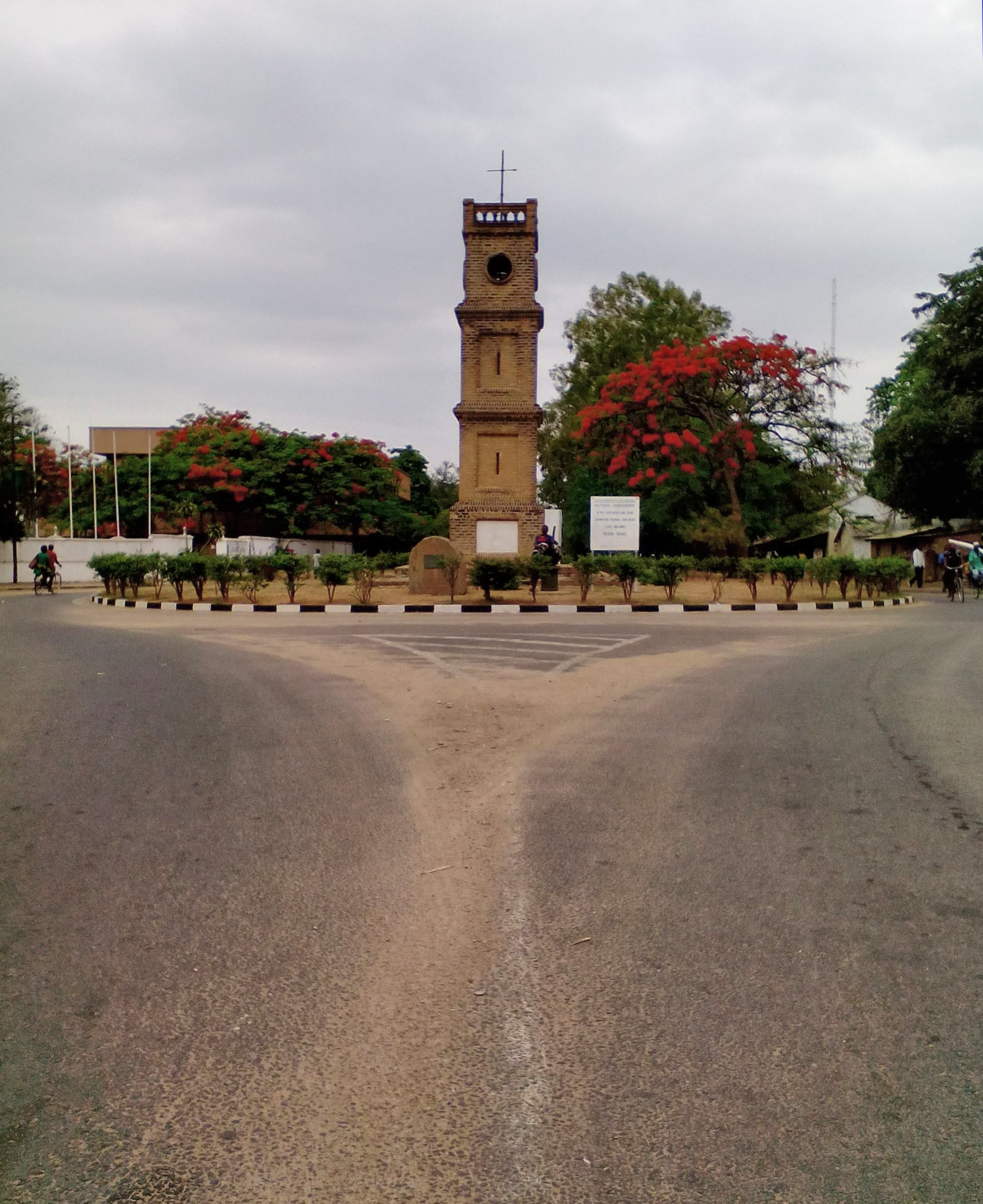
Das Viphya-Denkmal (für ein Schiffsunglück in 1946)